# Háromnyomásos gazdálkodás
A háromnyomásos gazdálkodás a termőföld hároméves termelési ciklusban való használata.

## Leírása
A földművelés kezdeti időszakában a vad talajváltó (parlagoló, legelőváltó) rendszert alkalmazták, vagyis addig műveltek egy területet, amíg az ki nem merült, majd újat törtek fel helyette. Az egyre korlátozottabb földterület azonban idővel kikényszerítette a földek észszerűbb kihasználását. 
A kezdeti időkben a kétnyomásos művelés terjedt el, melyben a földeket két részre, nyomásra osztották: az egyikbe gabonát vetettek, a másik ugaron maradt, itt legeltették az állatokat. Az ugar volt a tulajdonképpeni "nyomás", amely során az ugart a legelő állatok megtaposták, megnyomták – és természetesen trágyázták is. Az ugar nem műveletlen földet jelentett, azt többször is felszántották, előkészítették a következő évi vetésre.
A kétnyomásos gazdálkodást aztán idővel kiszorította a háromnyomásos földművelés, amelyben a földet három egyforma részre osztották fel. Az első részbe ősszel gabonát (búzát, rozsot), a másodikba tavasszal árpát, zabot vagy zöldséget (babot, borsót, lencsét) vetettek, a harmadik nyomást pedig ugaron hagyták, vagyis pihentették.
A vetéstervet évente változtatták, ezáltal megmaradt a talaj termőképessége.